# Nethinius occidentalis
Nethinius occidentalis là một loài bọ cánh cứng trong họ Cerambycidae.